# 退化雙線性形式
對於一個在體 F ,向量空間 V 中,V × V → F 的雙線性形式B，如果V中存在一些非零的向量{\displaystyle \,x}使得对於任意{\displaystyle \,y\in V}有
{\displaystyle B(x,y)=0\,}則稱B是一个退化双线性形式。

## 非退化双线性形式
如果B是一个双线性形式，但不是退化双线性形式，則B是一个非退化双线性形式。这意味着如果对於任意{\displaystyle y\in V}有
{\displaystyle B(x,y)=0}
則{\displaystyle x=0} 。
非退化双线性形式常見的例子是内积和辛形式。对称的非退化双线性形式是内积的推广，它只要求映射{\displaystyle V\to V^{*}}是同构的，而不要求非負。例如，在其切空间上具有内积结构的流形是一個黎曼流形，而将條件放寬到对称的非退化双线性形式時，則只是一個伪黎曼流形。

## 行列式
如果V是有限维的，而B是一个雙線性形式，則考慮V 的一組基底{\displaystyle \{e_{1},\cdots \cdots ,e_{n}\}}，定義矩陣A為
{\displaystyle A_{i,j}=B(e_{i},e_{j})}
則B是退化双线性形式若且唯若矩阵A的行列式为零 – 也就是A是不可逆矩阵。